# Хипноза
Хипноза је премошћавање критичног фактора између свесног и подсвесног дела ума и представља успостављање прихватљивог селективног размишљања. Поступак „Хипнотичка индукција“, се састоји од прелиминарних разговора, у којима се дају савети и упутства. Хипноза може бити самостална - аутохипноза (кроз аутосугестије), или хипноза коју спроводи образовано лице - хипнотарапеут. Коришћење хипнозе у клиничке сврхе се назива хипнотерапија. Постоје многи митови о хипнози, међутим хипноза је потпуно безбедна и хипнотерапеути не могу ништа урадити особи што она не жели, супротно, особа која жели да реши неки проблем одлази са свесним знањем код хипнотерапеута (целокупна терапија изгледа као разговор, особа је потпуно свесна свега у сваком тренутку, у сваком тренутку може, уколико жели престати, чак многи мисле да је хипнотерапија била неуспешна зато што су били свесни све време) и на крају решава свој проблем. Најчешћи случајеви су престанак пушења, редукција стреса, немоћ на сексуалном плану, депресија, фобије, редукција телесне тежине, алергије...
Постоје супротстављене теорије које објашњавају хипнозу и сродне појаве. Теорије промењеног стања виде хипнозу као измењено стање ума или транс, обележено нивоом свести различитом од уобичајеног стања свести. Насупрот томе, алтернативне теорије виде хипнозу различито, као тип плацебо ефекта, редефинисање интеракције са терапеутом или облик одигравања улога.
За време хипнозе, сматра се да особа има појачан фокус и концентрацију и појачан респонс на сугестије. Хипноза обично почиње хипнотичком индукцијом која укључује низ прелиминарних упутстава и сугестија. Употреба хипнозе у терапеутске сврхе назива се „хипнотерапија”, док је њена употреба као вида забаве за публику позната као „сценска хипноза”, облик менталитета.
Хипноза за управљање болом „вероватно ће смањити акутни и хронични бол код већине појединаца“. Употреба хипнозе за лечење других проблема дала је неуверљиве резултате, као што је престанак пушења. Употреба хипнозе као облика терапије за проналажење и интегрисање ране трауме контроверзна је у научном току. Истраживања показују да хипнотизирање појединца може помоћи у стварању лажних сећања, и да хипноза „не помаже људима да се тачније присете догађаја”.